# 三ツ星りぼん
三ツ星 りぼん (みつぼし りぼん、1991年10月4日 - ) は、日本のAV女優。BELLTECH PRODUCTION所属。
出身地:北海道。身長:165cm。血液型:O型。スリーサイズ:B92(G)・W59・H84cm。
趣味・特技:ゲーム、フルート

## 略歴・人物
2010年8月にデビューした巨乳(Gカップ)AV女優である。

## 出演作品

### アダルトビデオ
2010年
- Gカップ三ツ星美少女 衝撃のデビュー（8月13日、MOODYZ）
- 生意気なロケットGカップ（10月13日、MOODYZ）
- エロカシコい家庭教師（11月13日、MOODYZ）
- 巨乳インストラクター独占M契約（12月13日、MOODYZ）

2011年
- 美巨乳クビレBODY4時間（1月13日、MOODYZ）他多数出演
- セクハラオフィス 藤本リーナ 三ツ星りぼん（1月13日、MOODYZ）
- 厳選巨乳美女100人（2月13日、MOODYZ）オムニバス作品 他多数出演
- 巨乳バック4時間（3月1日、MOODYZ）他多数出演
- 射精直前の気持ち良いピストン103連発（3月1日、MOODYZ）他多数出演
- 制服美少女31人が毎日毎日SEXしまくり4時間（4月13日、MOODYZ）他30名出演